# Psyllaephagus suburbis
Psyllaephagus suburbis är en stekelart som först beskrevs av Girault 1926.  Psyllaephagus suburbis ingår i släktet Psyllaephagus och familjen sköldlussteklar. Inga underarter finns listade i Catalogue of Life.